# Vilhelm Andersson
Cletus Vilhelm "Ville" Andersson (født 11. marts 1891 i Stockholm, død 21. september 1933 smst) var en svensk vandpolospiller og svømmer, som deltog i fire olympiske lege i begyndelsen af 1900-tallet.

## Idrætskarriere
Andersson begyndte som 6-årig at svømme, og han blev kendt som noget af en spradebasse og en levemand, der ikke altid tog træning eller konkurrencer så seriøst. Ikke desto mindre blev det til 18 svenske mesterskaber. Ved OL 1908 stillede han op i svømning. I sit indledende heat i 400 m fri blev han nummer fire, hvilket ikke var nok til at komme i semifinalen. I 1.500 m fri blev han med tiden 27:34,4 ligeledes nummer fire i sit indledende heat og kvalificerede sig heller ikke her til semifinalen.
Ved OL 1912 på hjemmebane i Stockholm var han igen tilmeldt i 400 m fri, men stillede ikke til start. I 1.500 m fri vandt han sit indledende heat i tiden 23:12,2, men i semifinalen, hvor hans tid blev 23:14,4, blev han nummer fire, hvilket netop ikke var nok til at komme i finalen. Disse lege var de første, hvor Andersson var med på det svenske vandpololandshold. Holdet vandt sin indledende kamp mod Frankrig med 7-2, men tabte i semifinalen til Storbritannien 6-3. Reglerne foreskrev, at de tabende semifinalister samt de tabende finalister spillede om de øvrige medaljer, og da Sverige slog Belgien 4-2 og Østrig 8-1, vandt de sølvmedaljerne.
Ved OL 1920 var Andersson igen en del af det svenske vandpololandshold, der i første runde vandt 11-0 over Tjekkoslovakiet, fulgt af sejr på 7-3 over Brasilien. I semifinalen blev det til et nederlag på 3-5 til Belgien (uden Andersson på holdet), og i den afgørende kamp om tredjepladsen vandt Sverige (igen med Andersson på holdet) 9-1 over Holland, hvilket betød, at bronzen var sikret.
OL 1924 blev Vilhelm Anderssons sidste, og igen var det som del af vandpololandsholdet. Den indledende kamp gav sejr på 7-0 over Italien, og semifinalen 9-0 over Spanien. I semifinalen tabte Sverige 2-4 til de senere guldvindere fra Frankrig, og i kampene om tredjepladsen vandt holdet 4-1 over Ungarn, men tabte den afgørende kamp om bronzemedaljen til USA med 2-3 (uden Andersson på holdet).

## Øvrig karriere og privatliv
Vilhelm Andersson var bror til Cletus Andersson, der også var på vandpololandsholdet ved OL 1924. Hans søn, Carl-Wilhelm, var også en habil svømmer.
Samtidig med sin svømmekarriere arbejdede Vilhelm Andersson som forretningsmand, og i 1921 blev han redaktør for tidsskriftet Idrottsbladet. I 1925 blev han direktør for det grafiske firma Vitkopia.